# Poliakovce
Poliakovce est un village de Slovaquie situé dans la région de Prešov.

## Histoire
Première mention écrite du village en 1414.

## Démographie

### Évolution de la population
| Année:               | 1994. | 2004.   | 2014.   | 2024.   |
| -------------------- | ----- | ------- | ------- | ------- |
| Nombre de personnes: | 397   | 372     | 368     | 378     |
| Différence:          |       | -6,29 % | -1,07 % | +2,71 % |

| Année:               | 2023. | 2024. |
| -------------------- | ----- | ----- |
| Nombre de personnes: | 378   | 378   |
| Différence:          |       | +0 %  |